# Podilymbini
Podilymbini — потенційна триба водно-болотних птахів, що належать до родини Podicipedidae, що включає роди Podilymbus і Tachybaptus. Порівняно з Podicipedini, Podilymbini характеризуються відсутністю шлюбного пір'я, а пташенята мають рудий пух на одній або кількох плямах на маківці. Вони здатні стояти вертикально і більше пересуватися по землі. Шлюбні прояви серед цих птахів простіші.
Проте є невизначеність щодо триби через різні морфологічні дослідження, які пропонують різні інтерпретації триби. Bochenski (1994), використовуючи порівняльні остеологічні дослідження, виявив, що Podilymbini також включає роди Poliocephalus і Rollandia. У своїй статті він виявив, що Podilymbus є базальним до більшості триби, тоді як Tachybaptus є парафілетичним до Rollandia. Fjeldså (2004), використовуючи більш повний набір екоморфологічних даних, знайшов підтримку лише Podilymbus і Tachybaptus, як традиційно стверджував Storer (1963). Ксепка та ін. (2013) також провели морфологічний аналіз і виявили, що Podilymbus є сестринським родом Rollandia. Обидва роди виявилися ближчими до Aechmophorus і Podiceps, а Poliocephalus і Thiornis – до Tachybaptus.